# Xemuel Weinberg
Xemuel Weinberg (en ídix שמואל װײַנבערג, en polonès Szmuel Weinberg (Samuel Wajnberg), originàriament Xmil Weinberg, o Samuïl Moisséievitx Weinberg; Chișinău, Bessaràbia, 1882 - camp de concentració de Trawniki, 1943) va ser un director, actor i compositor rus i polonès de teatre jueu en ídix. Va ser el pare de Mieczysław Weinberg.

## Biografia
Xemuel (Samuïl Moisséievitx) Weinberg va néixer en una família jueva nombrosa i religiosa, el seu pare, Moishe (Moises) Weinberg, era comptable. Als set anys, va ensenyar ell mateix a tocar el violí, però no va rebre una educació musical formal. D'hora va començar a treballar, primer en una merceria, després en una impremta. De jove es va interessar pel teatre emergent en yiddish i el 1899 va ser acceptat com a actor de la companyia "Sabsay" de gira per Bessaràbia, en la qual també va exercir les funcions de violinista, director d'orquestra, mestre de cor, attrezzo i apuntador. En els anys següents, va ser director i concertista de les comparses de Feldman, novament Sabsay, Meerovich i Kompaneets, amb qui va recórrer les províncies occidentals de l'Imperi Rus. A Vilna, com a director de la companyia Lipovsky, va escriure música per a l'obra "Swan un lustik" (Viva i alegre) dirigida pel mateix autor de l'obra Yehuda Leib Boymvol (1892-1920), pare de la poetessa Rachel Baumvol. Després de l'èxit d'aquesta producció, durant dos anys va treballar com a compositor i director a la troupe Gefner de Vílna i va obtenir una popularitat força àmplia.
L'estiu de 1914, Xemuel Weinberg va rebre una invitació de la companyia Zandberg de Lodz, i el 1916 es va unir als teatres de Varsòvia "Central" i "Eliseum" d'Abram Kaminsky. Des de principis de la dècada de 1920 va ser director musical, violinista i director del teatre jueu de Varsòvia "Skala", per al qual va escriure música per a les produccions de "Joske el músic" d'Osip Dymov, "Di Mame Gate" (La mare arriba), "Editor Kachke" de Jacob Hochstein i altres. Aquest teatre va marcar l'inici de la carrera musical del seu fill, el compositor Mieczysław Weinberg (aleshores conegut com Moishe Weinberg), que des dels deu anys va ser pianista de l'orquestra que l'acompanyava, i uns anys més tard ell mateix es va convertir en director de diverses produccions teatrals.
A la dècada de 1930, Shmuel Weinberg va treballar al "Warsaw Sambation Theatre" d'Isaak Nozhik, va escriure música per a cinc revistes de teatre, així com per a l'obra Zlate di Rebetzn (Zlata el rabí) d'I. Nozhik. Com a violinista i director d'orquestra, va realitzar diversos enregistraments de gramòfons per a la companyia discogràfica polonesa Syrena, inclòs l'acompanyament del famós cantor Yakov Koussevitzky. Juntament amb el seu fill, va participar en l'acompanyament musical de la pel·lícula "Fredek uszczęśliwia świat" (1936, compositor i director musical de l'orquestra).
Després de l'ocupació de Polònia per les tropes alemanyes, Shmuel Weinberg va fugir a Pinsk; la seva dona i la seva filla Esther (1922-1943) van ser internades al gueto de Łódź, des d'on van ser deportades al camp de concentració de Travniki, on van morir. El seu fill, el compositor Moses (Mechislav) Weinberg, va aconseguir escapar a la zona d'ocupació soviètica, des de l'oest de Belarús fins a Taixkent, on es va casar amb la filla de l'artista del poble de l'URSS Solomon Mikhoels.

## La família
- Esposa - Sonya (Sarah) Weinberg (1888-1943), va ser una actriu als teatres jueus de Lodz i Varsòvia, va fer una gira amb el seu marit.[10][11]
- Fill - compositor Moses Samuilovich Weinberg. En els documents conservats a l'Arxiu d'Estat Civil de Varsòvia, els pares de Moisei Weinberg són Samuil Weinberg i Sura-Dwoira Stern (en els documents de 1982, el mateix compositor va indicar el nom de soltera de la seva mare: Kotlitskaya).[12][13]
- Nebot (fill de la seva germana gran Khaya Moiseevna Weinberg) - un secretari del partit del Comitè Militar Revolucionari de la Comuna de Bakú Isai Abramovich (Itskhok Avrumovich) Mishne (1896-1918) - va ser afusellat el 1918 com a part de 26 comissaris de Bakú.[14][15][16] La neboda Sofia Abramovna Mishne (1899, Chisinau - 1944, Moscou) estava casada amb l'escultor V. I. Ingal.

## Publicacions
- דער לוסטיקער פֿױגל (ocell feliç). De l'opereta d'I. A. Berman "Borg mir dyin vibe" (Lend me your wife), arranjada per Shmuel Weinberg. Llibret d'Anshel Shore. Vilna, 1913.[17]

## Materials addicionals
- Enregistraments de dues composicions litúrgiques de J. Koussevitzky, acompanyats per l'orquestra dirigida per Shmuel Weinberg (1929)
- Galeria de fotos de la família Weinberg
- Samuel Weinberg amb la seva filla Esther i el seu fill Moishe
- Retrat fotogràfic al Museu Yad Vashem (Jerusalem)
- Sarah Weinberg amb els nens Moishe i Esther

## Literatura
- Zalmen Zylbercweig "לעקסיקאָן פֿון ייִדישן טעאַטער" Nova York-Buenos Aires, 1931-1969.